# Lluís Teixidó i Sala
|  | Per a altres significats, vegeu «Lluís Teixidor». |

Lluís Teixidó i Sala (Les Masies de Voltregà, 15 d'agost de 1978) és un exjugador d'hoquei patins català i ara entrenador, que jugà com a migcampista.
Ha integrat les files del CP Voltregà, el Clube Infante de Sagres, el Reus Deportiu, el FC Barcelona, Blanes HC i finalment el CP Manlleu.
Paral·lelament, ha estat internacional per la selecció estatal i la selecció catalana. S'estrenà amb l'esquadra catalana el 29 de desembre de 2007 en l'amistós disputat al Palau Blaugrana de Barcelona davant el combinat Reno World's All Stars que finalitzà en empat a cinc.
El 19 de maig de 2015 anuncià la seva retirada com a jugador d'hoquei sobre patins, sense poder evitar el descens de l'OK Lliga del club osonenc.

## Palmarès

### Reus Deportiu
- 2 Copes de la CERS (2002/03, 2003/04)
- 1 Supercopa espanyola (2005/06)
- 1 Copa del Rei / Copa espanyola (2006)

### FC Barcelona
- 2 Copes d'Europa (2007/08, 2009/10)
- 1 Copa Intercontinental (2008)
- 2 Copes Continentals (2007/08 i 2009/10)
- 2 Supercopes espanyoles (2006/07 i 2007/08)
- 3 OK Lligues / Lligues espanyoles (2007/08, 2008/09, 2009/10)

### Selecció espanyola
- 5 Campionats d'Europa (2000, 2002, 2004, 2006, 2008)
- 3 Campionats del Món "A" (2001, 2005, 2007)
- 3 Copes de les Nacions (2001, 2003, 2005)